# Quitexe
Quitexe (també Dande Quitexe) és un municipi de la província de Uíge. Té una població de 32.818 habitants. Comprèn les comunes de Cambamba, Quifuafua (Vista Alegre), Quitende (Aldeia Vissosa) i Quitexe. Es troba a 70 kilòmetres de la capital provincial, Uíge.
Quan el 15 de març de 1961 hi començaren les incursions de l'UPA (União das Populações de Angola, des de 1962 FNLA) que donaren lloc a la guerra colonial portuguesa, Quitexe va ser una base de l'exèrcit colonial portuguès fins a la independència d'Angola el 1975.